# 1998年長野オリンピックのアイスホッケー競技

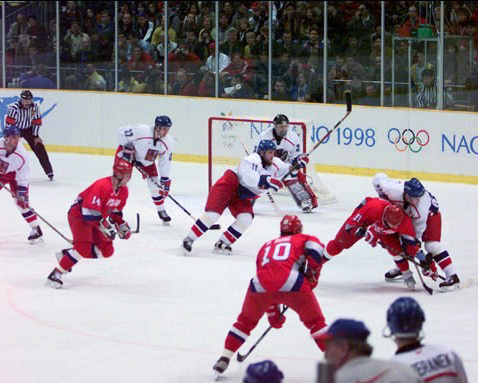
男子決勝・チェコ対ロシア（1998年2月22日、ビッグハット）

1998年長野オリンピックのアイスホッケー競技（1998ねんながのオリンピックのアイスホッケーきょうぎ）は、1998年（平成10年）2月7日から2月22日までの競技日程で行われたアイスホッケー競技である。競技は長野市内のビッグハットとアクアウィングの2会場で行われた。この大会から初めて女子種目が採用された。

## 概要

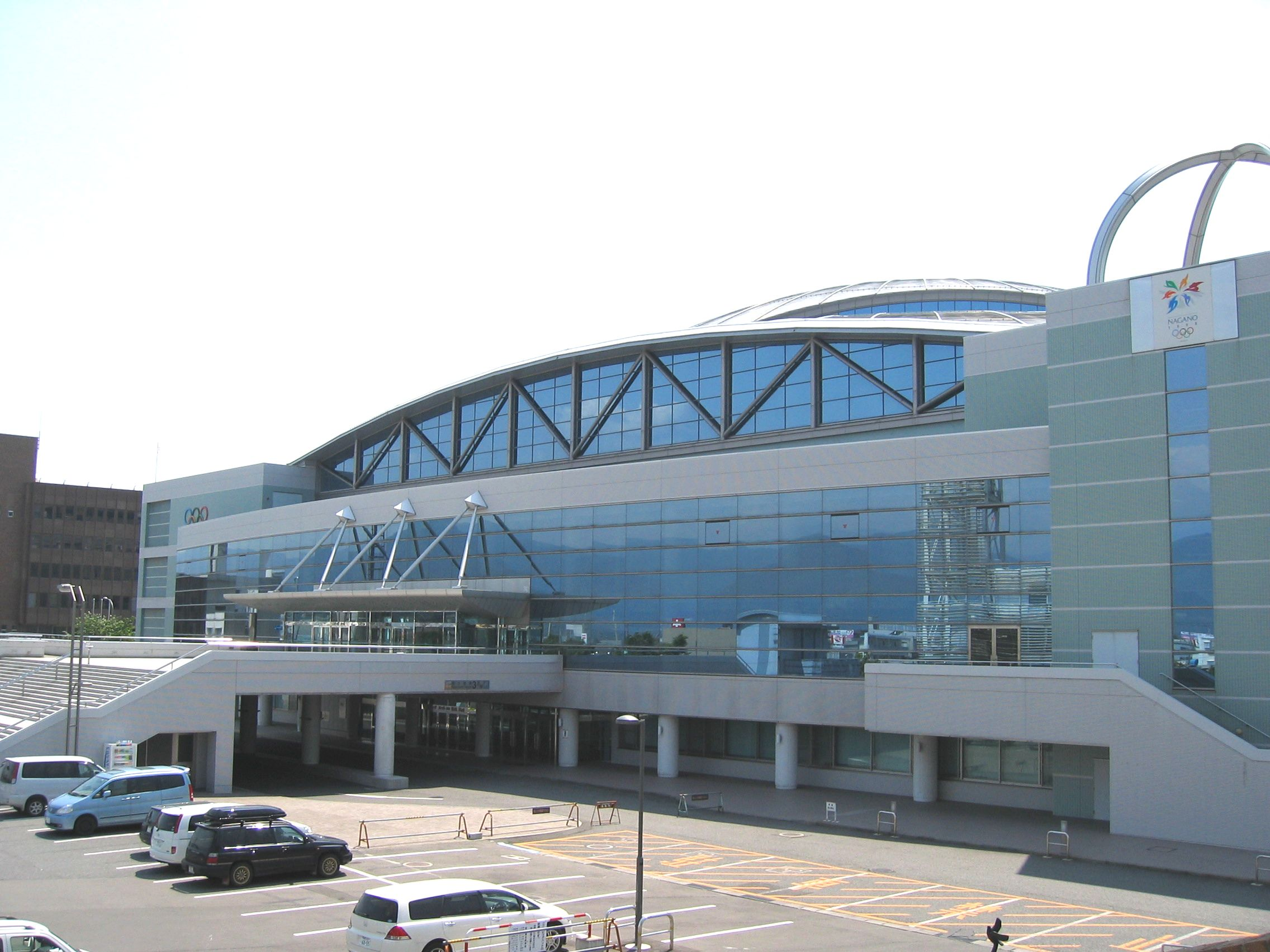
ビッグハット（A会場、現・長野市若里多目的スポーツアリーナ）

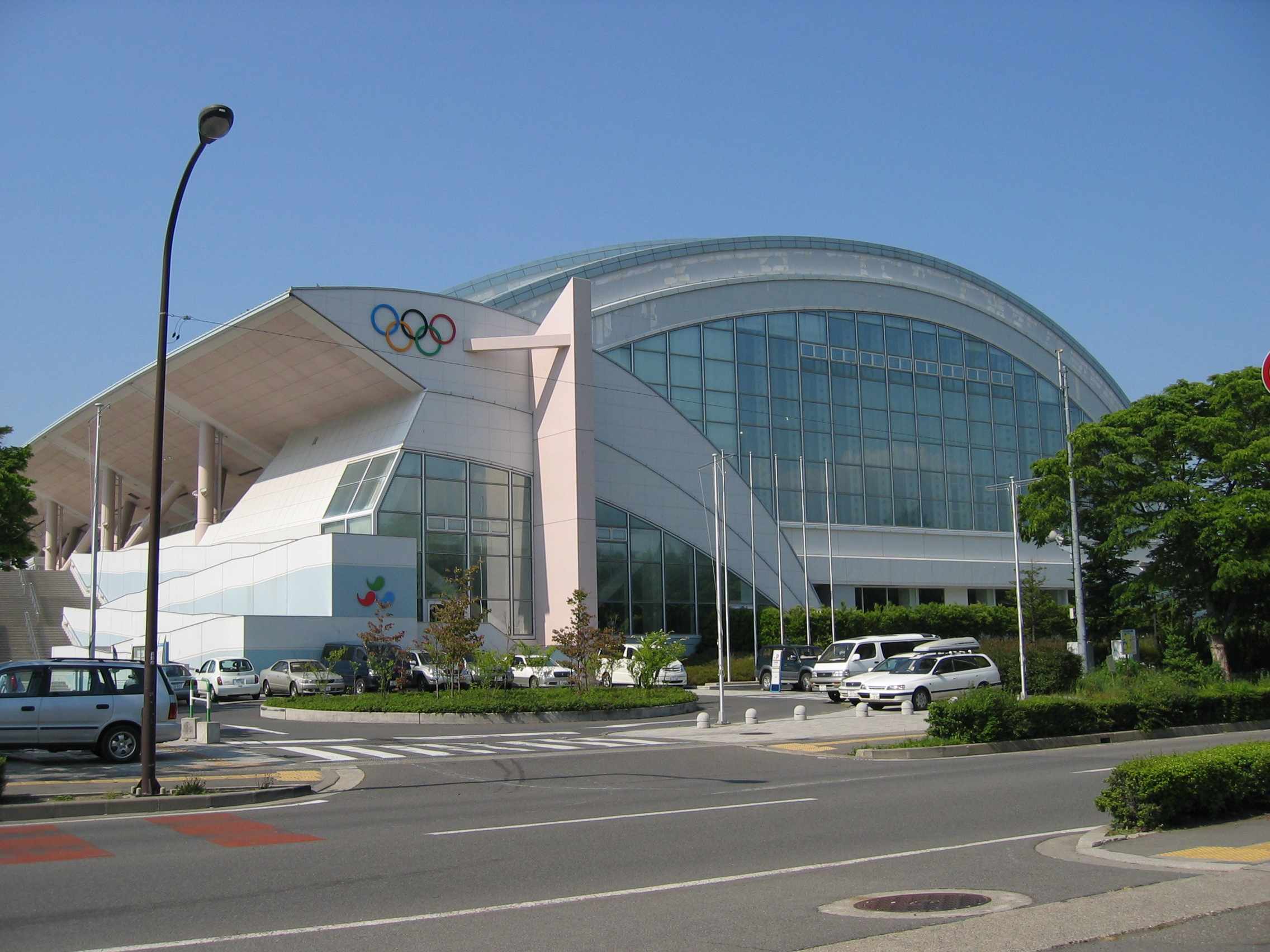
アクアウィング（B会場、現・長野運動公園総合運動場総合市民プール）

女子種目が初採用された大会であるとともに、北米アイスホッケーリーグ所属のプロ選手の参加が初めて認められた大会でもあった。競技では男子14カ国、女子6カ国が参加して行われた。
男子ではシードの6カ国と非シードの8カ国に分け、最初に非シード国が4カ国ごとに2つのグループに分かれ総当りの予選を行った。予選リーグの1位チームのみがシードとの決勝ラウンドに進出し、予選リーグ2位以下はそれぞれ9位決定戦、11位決定戦、13位決定戦に進んだ。決勝ラウンドは4カ国ごとに2つのグループに分かれ総当りの予備選を行い、予備予選の順位に応じて準々決勝へ進んだ。準々決勝以降はトーナメント方式で行われ、最終順位を決定した。
女子では参加6カ国による総当りのリーグ戦を行った。リーグ戦の上位2チームが決勝へ進出し、リーグ戦3位と4位が3位決定戦へ進んだ。

## 競技結果

### 男子

#### 予選リーグA組
| 2月7日 (16:00 - )  | ビッグハット   | カザフスタン | 5-3 (1-3), (1-0), (3-0) | イタリア     |
| 2月7日 (16:00 - )  | アクアウィング | スロバキア   | 2-2 (0-1), (2-1), (0-0) | オーストリア |
| 2月8日 (14:00 - )  | ビッグハット   | カザフスタン | 5-5 (2-2), (1-2), (2-1) | オーストリア |
| 2月8日 (18:00 - )  | ビッグハット   | スロバキア   | 4-3 (1-2), (3-1), (0-0) | イタリア     |
| 2月10日 (14:00 - ) | アクアウィング | カザフスタン | 4-3 (1-1), (0-1), (3-1) | スロバキア   |
| 2月10日 (18:00 - ) | ビッグハット   | イタリア     | 5-2 (2-0), (2-0), (1-2) | オーストリア |

- カザフスタンが決勝ラウンドA組へ進出、スロバキアは9位決定戦、イタリアは11位決定戦、オーストリアは13位決定戦へ。

| 順位 | 国・地域     | 試合 | 勝 | 敗 | 分 | 得点 | 失点 | 差 | 勝点 |
| ---- | ------------ | ---- | -- | -- | -- | ---- | ---- | -- | ---- |
| 1    | カザフスタン | 3    | 2  | 0  | 1  | 14   | 11   | +3 | 5    |
| 2    | スロバキア   | 3    | 1  | 1  | 1  | 9    | 9    | 0  | 3    |
| 3    | イタリア     | 3    | 1  | 2  | 0  | 11   | 11   | 0  | 2    |
| 4    | オーストリア | 3    | 0  | 1  | 2  | 9    | 12   | -3 | 2    |

#### 予選リーグB組
| 2月7日 (20:00 - )  | アクアウィング | ベラルーシ | 4-0 (1-0), (1-0), (2-0) | フランス   |
| 2月7日 (20:00 - )  | ビッグハット   | ドイツ     | 3-1 (0-0), (1-0), (2-1) | 日本       |
| 2月9日 (14:00 - )  | ビッグハット   | ベラルーシ | 8-2 (2-0), (3-2), (3-0) | ドイツ     |
| 2月9日 (18:00 - )  | ビッグハット   | フランス   | 5-2 (1-2), (1-0), (3-0) | 日本       |
| 2月10日 (14:00 - ) | ビッグハット   | 日本       | 2-2 (1-1), (1-1), (0-0) | ベラルーシ |
| 2月10日 (18:00 - ) | アクアウィング | ドイツ     | 2-0 (0-0), (1-0), (1-0) | フランス   |

- ベラルーシが決勝ラウンドB組へ進出、ドイツは9位決定戦、フランスは11位決定戦、日本は13位決定戦へ。

| 順位 | 国・地域   | 試合 | 勝 | 敗 | 分 | 得点 | 失点 | 差  | 勝点 |
| ---- | ---------- | ---- | -- | -- | -- | ---- | ---- | --- | ---- |
| 1    | ベラルーシ | 3    | 2  | 0  | 1  | 14   | 4    | +10 | 5    |
| 2    | ドイツ     | 3    | 2  | 1  | 0  | 7    | 9    | -2  | 4    |
| 3    | フランス   | 3    | 1  | 2  | 0  | 5    | 8    | -3  | 2    |
| 4    | 日本       | 3    | 0  | 2  | 1  | 5    | 10   | -5  | 1    |

#### 13位決定戦
| 2月12日 (12:00 - ) | ビッグハット | 日本 | 4-3 (1-2), (1-0), (1-1) 延長 (0-0), (1-0) | オーストリア |

#### 11位決定戦
| 2月12日 (16:00 - ) | ビッグハット | フランス | 5-1 (1-0), (0-0), (4-1) | イタリア |

#### 9位決定戦
| 2月12日 (20:00 - ) | ビッグハット | ドイツ | 4-2 (0-1), (1-1), (3-0) | スロバキア |

#### 決勝ラウンドA組
| 2月13日 (14:45 - ) | アクアウィング | チェコ       | 3-0 (0-0), (1-0), (2-0) | フィンランド |
| 2月13日 (18:45 - ) | アクアウィング | ロシア       | 9-2 (2-1), (5-0), (2-1) | カザフスタン |
| 2月15日 (13:45 - ) | ビッグハット   | ロシア       | 4-3 (1-2), (2-1), (1-0) | フィンランド |
| 2月15日 (18:45 - ) | ビッグハット   | チェコ       | 8-2 (1-0), (3-2), (4-0) | カザフスタン |
| 2月16日 (14:45 - ) | アクアウィング | フィンランド | 8-2 (3-1), (1-0), (4-1) | カザフスタン |
| 2月16日 (18:45 - ) | ビッグハット   | ロシア       | 2-1 (0-0), (0-1), (2-0) | チェコ       |

- ロシアは決勝ラウンドB組4位、チェコはB組3位、フィンランドはB組2位、カザフスタンはB組1位とそれぞれ準々決勝で対戦。

| 順位 | 国・地域     | 試合 | 勝 | 敗 | 分 | 得点 | 失点 | 差  | 勝点 |
| ---- | ------------ | ---- | -- | -- | -- | ---- | ---- | --- | ---- |
| 1    | ロシア       | 3    | 3  | 0  | 0  | 15   | 6    | +9  | 6    |
| 2    | チェコ       | 3    | 2  | 1  | 0  | 12   | 4    | +8  | 4    |
| 3    | フィンランド | 3    | 1  | 2  | 0  | 11   | 9    | +2  | 2    |
| 4    | カザフスタン | 3    | 0  | 3  | 0  | 6    | 25   | -19 | 0    |

#### 決勝ラウンドB組
| 2月13日 (14:45 - ) | ビッグハット   | スウェーデン   | 4-2 (1-2), (2-0), (1-0) | アメリカ合衆国 |
| 2月13日 (18:45 - ) | ビッグハット   | カナダ         | 5-0 (2-0), (2-0), (1-0) | ベラルーシ     |
| 2月14日 (14:45 - ) | ビッグハット   | アメリカ合衆国 | 5-2 (2-1), (1-0), (2-1) | ベラルーシ     |
| 2月14日 (18:45 - ) | ビッグハット   | カナダ         | 3-2 (0-1), (3-0), (0-1) | スウェーデン   |
| 2月16日 (13:45 - ) | ビッグハット   | カナダ         | 4-1 (1-0), (2-0), (1-1) | アメリカ合衆国 |
| 2月16日 (18:45 - ) | アクアウィング | スウェーデン   | 5-2 (2-0), (1-1), (2-1) | ベラルーシ     |

- カナダは決勝ラウンドA組4位、スウェーデンはA組3位、アメリカはA組2位、ベラルーシはA組1位とそれぞれ準々決勝で対戦。

| 順位 | 国・地域       | 試合 | 勝 | 敗 | 分 | 得点 | 失点 | 差  | 勝点 |
| ---- | -------------- | ---- | -- | -- | -- | ---- | ---- | --- | ---- |
| 1    | カナダ         | 3    | 3  | 0  | 0  | 12   | 3    | +9  | 6    |
| 2    | スウェーデン   | 3    | 2  | 1  | 0  | 11   | 7    | +4  | 4    |
| 3    | アメリカ合衆国 | 3    | 1  | 2  | 0  | 8    | 10   | -2  | 2    |
| 4    | ベラルーシ     | 3    | 0  | 3  | 0  | 4    | 15   | -11 | 0    |

#### 準々決勝
| 2月18日 (14:45 - ) | ビッグハット   | チェコ       | 4-1 (0-1), (3-0), (1-0) | アメリカ合衆国 |
| 2月18日 (14:45 - ) | アクアウィング | ロシア       | 4-1 (1-0), (1-0), (2-1) | ベラルーシ     |
| 2月18日 (18:45 - ) | ビッグハット   | カナダ       | 4-1 (2-1), (2-0), (0-0) | カザフスタン   |
| 2月18日 (18:45 - ) | アクアウィング | フィンランド | 2-1 (0-0), (0-0), (2-1) | スウェーデン   |

#### 準決勝
| 2月20日 (14:45 - ) | ビッグハット | チェコ | 2-1 (0-0), (0-0), (1-1) 延長 (0-0), (1-0) | カナダ       |
| 2月20日 (18:45 - ) | ビッグハット | ロシア | 7-4 (2-0), (2-3), (3-1)                   | フィンランド |

#### 3位決定戦
| 2月21日 (15:15 - ) | ビッグハット | フィンランド | 3-2 (2-1), (0-1), (1-0) | カナダ |

#### 決勝
| 2月22日 (13:45 - ) | ビッグハット | チェコ | 1-0 (0-0), (0-0), (1-0) | ロシア |

#### 最終順位
| 順位 | 国・地域       |
| ---- | -------------- |
| 1    | チェコ         |
| 2    | ロシア         |
| 3    | フィンランド   |
| 4    | カナダ         |
| 5    | スウェーデン   |
| 6    | アメリカ合衆国 |
| 7    | ベラルーシ     |
| 8    | カザフスタン   |
| 9    | ドイツ         |
| 10   | スロバキア     |
| 11   | フランス       |
| 12   | イタリア       |
| 13   | 日本           |
| 14   | オーストリア   |

### 女子

#### 決勝ラウンド
| 2月8日 (12:00 - )  | アクアウィング | フィンランド   | 6-0 (2-0), (2-0), (2-0)  | スウェーデン |
| 2月8日 (16:00 - )  | アクアウィング | カナダ         | 13-0 (3-0), (6-0), (4-0) | 日本         |
| 2月8日 (20:00 - )  | アクアウィング | アメリカ合衆国 | 5-0 (2-0), (1-0), (2-0)  | 中国         |
| 2月9日 (12:00 - )  | アクアウィング | フィンランド   | 11-1 (2-0), (3-0), (6-1) | 日本         |
| 2月9日 (16:00 - )  | アクアウィング | アメリカ合衆国 | 7-1 (1-1), (4-0), (2-0)  | スウェーデン |
| 2月9日 (20:00 - )  | アクアウィング | カナダ         | 2-0 (0-0), (2-0), (0-0)  | 中国         |
| 2月11日 (12:00 - ) | アクアウィング | カナダ         | 5-3 (2-0), (2-2), (1-1)  | スウェーデン |
| 2月11日 (16:00 - ) | アクアウィング | 中国           | 6-1 (0-0), (3-0), (3-1)  | 日本         |
| 2月11日 (20:00 - ) | アクアウィング | アメリカ合衆国 | 4-2 (1-1), (3-1), (0-0)  | フィンランド |
| 2月12日 (12:00 - ) | アクアウィング | 中国           | 3-1 (0-0), (0-1), (3-0)  | スウェーデン |
| 2月12日 (16:00 - ) | アクアウィング | アメリカ合衆国 | 10-0 (5-0), (2-0), (3-0) | 日本         |
| 2月12日 (20:00 - ) | アクアウィング | カナダ         | 4-2 (2-0), (2-1), (0-1)  | フィンランド |
| 2月14日 (12:00 - ) | アクアウィング | スウェーデン   | 5-0 (2-0), (2-0), (1-0)  | 日本         |
| 2月14日 (16:00 - ) | アクアウィング | フィンランド   | 6-1 (2-0), (2-1), (2-0)  | 中国         |
| 2月14日 (20:00 - ) | アクアウィング | アメリカ合衆国 | 7-4 (1-1), (0-0), (6-3)  | カナダ       |

- アメリカとカナダが決勝へ、フィンランドと中国が3位決定戦へ進出。

| 順位 | 国・地域       | 試合 | 勝 | 敗 | 分 | 得点 | 失点 | 差  | 勝点 |
| ---- | -------------- | ---- | -- | -- | -- | ---- | ---- | --- | ---- |
| 1    | アメリカ合衆国 | 5    | 5  | 0  | 0  | 33   | 7    | +26 | 10   |
| 2    | カナダ         | 5    | 4  | 1  | 0  | 28   | 12   | +16 | 8    |
| 3    | フィンランド   | 5    | 3  | 2  | 0  | 27   | 10   | +17 | 6    |
| 4    | 中国           | 5    | 2  | 3  | 0  | 10   | 15   | -5  | 4    |
| 5    | スウェーデン   | 5    | 1  | 4  | 0  | 10   | 21   | -11 | 2    |
| 6    | 日本           | 5    | 0  | 5  | 0  | 2    | 45   | -43 | 0    |

#### 3位決定戦
| 2月17日 (14:00 - ) | ビッグハット | フィンランド | 4-1 (0-1), (3-0), (1-0) | 中国 |

#### 決勝
| 2月17日 (18:00 - ) | ビッグハット | アメリカ合衆国 | 3-1 (0-0), (1-0), (2-1) | カナダ |

#### 最終順位
| 順位 | 国・地域       |
| ---- | -------------- |
| 1    | アメリカ合衆国 |
| 2    | カナダ         |
| 3    | フィンランド   |
| 4    | 中国           |
| 5    | スウェーデン   |
| 6    | 日本           |